# Lovlina Borgohain
Lovlina Borgohain (hindi लवलीना बोरगोहेन, asamski লাভলীনা বৰগোঁহাই; ur. 2 października 1997 r. w Golaghat) – indyjska bokserka, medalistka olimpijska, dwukrotna brązowa medalistka mistrzostw świata i Azji. Występowała w kategoriach od 69 do 75 kg.

## Kariera
Do 2011 roku trenowała kick-boxing.
W 2017 roku zdobyła brązowy medal mistrzostw Azji w Ho Chi Minh. W półfinale do 69 kg przegrała Walentiną Chałzową z Kazachstanu. 
Rok później wystąpiła w Igrzyskach Wspólnoty Narodów w Gold Coast w kategorii do 69 kg. Przegrała tam w ćwierćfinale 2:3 z Sandy Ryan z Anglii. W listopadzie zdobyła brązowy medal podczas mistrzostw świata w Nowym Delhi w kategorii do 69 kg. W ćwierćfinale pokonała Australijkę Kaye Frances Scott 5:0. W walce o finał poniosła porażkę z reprezentantką Chińskiego Tajpej Chen Nien-chin 0:4.
W październiku 2019 roku ponownie zdobyła brązowy medal podczas mistrzostw świata w Ułan Ude. W półfinale przegrała z Chinką Yang Liu.
W roku 2020 została laureatką nagrody Arjuna Award.
W 2021 roku wzięła udział w Letnich Igrzyskach Olimpijskich 2020, gdzie w rywalizacji kobiet do 69 kg zdobyła brązowy medal, przegrywając w półfinale z Busenaz Sürmeneli. W 2024 roku wystartowała na Letnich Igrzyskach Olimpijskich 2024, gdzie w rywalizacji kobiet do 75 kg odpadła w ćwierćfinale z Li Qian.